# Juillet 1849

## Événements
- 3 juillet : prise de Rome par le général Oudinot qui, le 14, proclame le rétablissement de Pie IX.

- 4 juillet : Oudinot occupe Rome défendue par Mazzini et met fin à la république proclamée en février.

- 5 juillet, France : inauguration de la section de ligne de Paris à Meaux par la Compagnie du chemin de fer de Paris à Strasbourg.

- 8 juillet, France : Lamartine est élu dans le Loiret (et en sus en Saône-et-Loire) au cours d'élections complémentaires.

- 9 juillet, France : à la Législative, discours de Victor Hugo « sur la misère ». Victor Hugo dénonce les manœuvres de la droite pour enterrer le projet Melun.

- 10 juillet : affaire du Rio de la Plata. Tocqueville dépose sur le bureau de l'Assemblée un projet de loi de crédit extraordinaire pour soutenir Montevideo (Uruguay), assiégée depuis 1843 par Manuel Oribe, l'ancien président, allié du dictateur argentin Rosas. Quoique favorable aux traités négociés par l'amiral Le Prédour au printemps et qui préconisent de s'entendre avec ces derniers, il veut conserver à la France une position de force dans les futures négociations.

- 12 juillet, France : inauguration de la section de ligne de Viroflay RG à Chartres (ligne de Paris au Mans).

- 14 juillet, France : Histoire de la Révolution de 1848, par Lamartine.

- 16 juillet :
  - Badois, Allemands et Palatins se réfugient en Suisse après la défaite du mouvement républicain allemand devant les troupes prussiennes.
  - Le Parlement hongrois vote à Szeged la « loi des nationalités » qui accorde aux Roumains et aux Slaves de Hongrie le libre exercice de leurs droits.

- 27 juillet, France : lois restreignant la liberté de la presse.
  - La loi sur la presse établissant l'autorisation préalable de parution est adoptée; elle provoquera la disparition de nombreux journaux. Les colporteurs sont directement visés.

- 31 juillet : les Hongrois sont vaincus par les Russes à Segesvár (mort de Petöfi).

## Naissances
- 6 juillet : Alfred Kempe (mort en 1922), mathématicien britannique.
- 19 juillet : Ferdinand Brunetière, écrivain, critique littéraire († 9 décembre 1906).
- 25 juillet : Richard Lydekker (mort en 1915), géologue, paléontologue et mammalogiste britannique.
- 28 juillet : John Hopkinson (mort en 1898), physicien anglais.

## Décès
- 8 juillet : Étienne Loche (né en 1786), peintre et lithographe français.
- 24 juillet : Alexander Macco, peintre allemand (° 29 mars 1767).
- 30 juillet : Jacob Perkins (né en 1766), ingénieur et physicien américain.